# Наб (река)
Наб је река у Баварској у Немачкој и лева је притока Дунава. Укључујући и главну изворну реку Валднаб, Наб је дугачак 1.966 km.
Наб је формиран утоком Валднаба и Хајденаба у Лухе-Вилденау, јужно од Вајден ин дер Оберпфалца. Тече углавном на југ, кроз градове Набург, Швандорф и Бургленгенфелд. Улива се у Дунав у близини Регензбурга . 